# 新潟県道111号南長岡停車場線
新潟県道111号南長岡停車場線（にいがたけんどう111ごう みなみながおかていしゃじょうせん）は、新潟県長岡市内の一般県道。

## 概要
- 陸上距離：1.9km[1]
- 起点：長岡市千歳一丁目23 番6[2]（千歳一交差点）
- 終点：長岡市高畑町字向表（高畑交差点＝国道17号 長岡東バイパス交点）
- 重複区間：なし

JR信越本線の南長岡駅（貨物駅）近くの千歳一交差点から、南長岡駅・長岡車両センターを第二上条跨線橋でオーバーパスした後、上越新幹線をアンダーパス。従来は住宅地をクランクしながら国道17号長岡東バイパスの高畑交差点に至っていて、大町地内には狭隘な区間が多く、大型車両の通行は困難で、特に大町一丁目地内は高畑方面への一方通行となっていたが、現在、都市計画道路「宮原町高畑線」として、県と長岡市により改良工事が進められており、2004年（平成16年）9月1日に第二上条跨線橋が架け替えられ開通。また大町地区の改良も完成し、残るわずかな区間が開通すれば国道17号から旧長岡市役所までが直線で結ばれることになる。

なお、旧国道17号の区間にあたる県道498号とは長岡市道を介して接続されている。

## 通過する自治体
- 新潟県
  - 長岡市

## 主な接続路線
- 長岡市道（千歳一交差点）
- 国道17号＜長岡東バイパス＞（高畑交差点）